# Collin Chartier
Collin Chartier (* 14. November 1993 in Monterrey) ist ein US-amerikanischer Triathlet. Er wird in der Bestenliste US-amerikanischer Triathleten auf der Ironman-Distanz geführt.

## Werdegang
Collin Chartier studierte an der Loyola Marymount University und er startet seit 2014 als Elite-Triathlet.
startete am 28. August 2021 (als Ersatz für Rodolphe Von Berg) für das im Collins Cup der Professional Triathletes Organisation zusammengestellte Team USA – zusammen mit Skye Moench, Jocelyn McCauley, Jackie Hering, Katie Zaferes, Taylor Knibb, Chelsea Sodaro, Sam Long, Matt Hanson, Ben Kanute, Justin Metzler und Andrew Starykowicz.
Im September 2022 konnte er die PTO US Open für sich entscheiden und das Preisgeld von 100.000 US-Dollar kassieren.

### Dopingsperre 2023
Nach einem positiven Doping-Test (Wachstumsfaktor Erythropoetin, EPO) im Februar 2023 wurde der 29-Jährige von der Welt-Anti-Doping-Agentur (WADA) für drei Jahre bis zum 26. März 2026 gesperrt.
Collin Chartier wurde trainiert von Mikal Iden.

## Sportliche Erfolge
| Datum/Jahr    | Rang | Wettbewerb                                           | Austragungsort | Zeit     | Bemerkung                                                                                      |
| ------------- | ---- | ---------------------------------------------------- | -------------- | -------- | ---------------------------------------------------------------------------------------------- |
| 19. Sep. 2022 | 1    | PTO US Open                                          | Dallas         |          |                                                                                                |
| 7. Aug. 2021  | 3    | Ironman 70.3 Boulder                                 | Boulder        |          |                                                                                                |
| 20. Juni 2021 | 2    | Ironman 70.3 Des Moines                              | Des Moines     |          | Start des Rennens wegen Unwetters mehrfach verschoben; daher Kürzung der Radstrecke auf 45 km. |
| 18. Sep. 2021 | 20   | Ironman 70.3 World Championships                     | St. George     | 03:55:24 |                                                                                                |
| 27. Sep. 2020 | 2    | ESP Middle Distance Triathlon National Championships | Bilbao         | 03:42:49 | Spanische Meisterschaft auf der Mitteldistanz; hinter Javier Gómez Noya                        |
| 1. Dez. 2019  | 1    | Ironman 70.3 Cartagena                               | Cartagena      |          |                                                                                                |

| Datum/Jahr    | Rang | Wettbewerb             | Austragungsort | Zeit     | Bemerkung                   |
| ------------- | ---- | ---------------------- | -------------- | -------- | --------------------------- |
| 8. Okt. 2022  | 35   | Ironman Hawaii         | Hawaii         |          | Ironman World Championships |
| 21. Aug. 2022 | 1    | Ironman Mont-Tremblant | Mont-Tremblant | 08:08:40 |                             |

(DNF – Did Not Finish)